# Alice im Wunderland (1985)
Alice im Wunderland ist der Titel einer zweiteiligen Fernsehverfilmung aus dem Jahr 1985. Das Drehbuch basiert sowohl auf Lewis Carrolls Buch Alice im Wunderland sowie auf der Fortsetzung Alice hinter den Spiegeln. Neben einer klassischen Filmhandlung mit Dialogen sind auch viele musikalische Elemente in die Handlung integriert, so dass der Film auch das Genre eines Musicals umfasst.
Das besondere am Film ist das Auftreten einiger der bekanntesten, zum Teil hochkarätigsten Schauspieler der 1980er Jahre.

## Handlung
Die junge Alice lebt in den Tag hinein. Sie liest viel und hängt ihren Tagträumen nach. Eines Tages sieht sie im Garten ein weißes Kaninchen, dem sie folgt. Sie fällt in ein tiefes Loch in ein merkwürdiges Land, in dem sie zahlreiche Abenteuer erlebt.

## Hintergrundinformationen
Das Gros des Films wurde in einem Fernsehstudio in Culver City, einem Vorort von Los Angeles gedreht. Das Heimathaus von Alice, ihrer Mutter und Schwester befindet sich in Pasadena. Die Dreharbeiten fanden von März bis Mai 1985 statt.
Die Produktion war 1986 in fünf Kategorien für den Emmy nominiert. Darstellerin Natalie Gregory war im Jahr darauf für den Young Artist Award nominiert.